# Barbara Trentham
Barbara Trentham (27 de agosto de 1944 - 2 de agosto de 2013) fue una actriz estadounidense, que participó en varias películas, incluyendo el éxito de 1975 Rollerball. 
Nació en 1944 en Brooklyn y se mudó con sus padres cuando era niña a Weston, Connecticut. Se graduó del secundario Staples High School en Westport en 1962. Terminó los estudios en Mount Holyoke College en South Hadley, Massachusetts en 1966, y de inmediato se mudó a Inglaterra para estudiar en la Escuela Ruskin de Dibujo y Bellas Artes en la Universidad de Oxford. En Oxford conoció a su compañero de estudios Giles Trentham; se casaron en 1967 y ella retuvo su nombre después de su divorcio en 1970.
A principios de la década de 1970 Trentham trabajó como modelo en Londres. Su foto apareció varias veces en las portadas de las revistas británicas incluyendo Seventeen y Vogue.
En 1972 obtuvo un papel secundario junto a Shirley MacLaine, Perry King y David Elliott en el thriller de Waris Hussein La posesión de Joel Delaney. Después se mudó a Los Ángeles para perseguir su carrera de actriz. Protagonizó el clásico de ciencia ficción de Norman Jewison Rollerball junto a James Caan, John Houseman, Maud Adams y John Beck. En 1976 apareció en el drama de acción Sky Riders con James Coburn y Susannah York. En el mismo año también tuvo un cameo en la serie británica de televisión alemana La chica del espacio exterior con Pierre Brice. En 1978, apareció en la película de terror producida para televisión Wolf Moon y en 1979 en un episodio de la serie de aventuras A Man Called Sloane.
En 1980, mientras trabajaba en Los Ángeles como reportera y productora de Those Amazing Animals, se encontró con el actor y comediante británico John Cleese en un espectáculo de Monty Python. Se casaron en 1981; su hija Camila nació en 1984. En 1990, la pareja se separó en términos amigables.
Durante su matrimonio con Cleese comenzó una tercera carrera como pintora, mayoritariamente utilizando aceite. En 1993 se trasladó a Chicago, donde conoció al abogado George Covington. Se casaron en 1998 y vivieron en Lake Bluff, Illinois. Ella construyó un estudio de arte que se convirtió en lugar de encuentro y fuente de inspiración para los artistas locales. Fue miembro de la Asociación de Arte de Jackson Hole, y organizó eventos y ferias de arte allí.
Barbara Trentham murió el 2 de agosto de 2013 en el Hospital Northwestern Memorial de Chicago, a los 68 años, por complicaciones de la leucemia.

## Películas seleccionadas
- 1972: The Possession of Joel Delaney
- 1975: Rollerball
- 1976: Sky Riders
- 1976: The Girl from Outer Space (Star Maidens) (un episodio de TV)
- 1978: Wolf Moon (Death Moon) (película de TV)
- 1979: A Man Called Sloane (un episodio de TV)